# Milichia mixta
Milichia mixta är en tvåvingeart som beskrevs av Becker 1907. Milichia mixta ingår i släktet Milichia och familjen sprickflugor. Inga underarter finns listade i Catalogue of Life.